# (5770) 1987 RY
(5770) 1987 RY (1987 RY, 1964 TP1, 1982 UU6, 1982 VV8) — астероїд головного поясу, відкритий 12 вересня 1987 року.
Тіссеранів параметр щодо Юпітера — 3,164.